# Corcoran (Californië)
Corcoran is een plaats (city) in de Amerikaanse staat Californië, en valt bestuurlijk gezien onder Kings County. Corcoran staat bekend om haar twee grote gevangenissen: California State Prison, Corcoran (Corcoran I) en California Substance Abuse Treatment Facility and State Prison, Corcoran (Corcoran II). De gevangenen maken naar schatting meer dan 40% van de 'inwoners' van Corcoran uit.

## Demografie
Bij de volkstelling in 2000 werd het aantal inwoners vastgesteld op 14.458.
In 2006 is het aantal inwoners door het United States Census Bureau geschat op 23.403, een stijging van 8945 (61,9%).

## Geografie
Volgens het United States Census Bureau beslaat de plaats een oppervlakte van
16,6 km², geheel bestaande uit land. Corcoran ligt op ongeveer 63 m boven zeeniveau.

## Plaatsen in de nabije omgeving
De onderstaande figuur toont nabijgelegen plaatsen in een straal van 32 km rond Corcoran.